# Isola Zelënyj (Isole Jokangskie)
L'isola Zelënyj (in russo Остров Зелёный ostrov Zelënyj) è un'isola russa disabitata, bagnata dal mare di Barents.
Amministrativamente fa parte del circondario della città chiusa di Ostrovnoj dell'Oblast' di Murmansk, nel Circondario federale nordoccidentale.

## Geografia
L'isola è situata nella parte centro-meridionale del mare di Barents, nella parte nordorientale della penisola di Kola; fa parte del gruppo delle isole Jokangskie che costituiscono il lato ovest del golfo Svjatonosskij. Zelënyj comunque si trova più a sud, all'estremità orientale dello stretto Jokangskij Rejd (пролив Йокангский Рейд), tra gli ingressi alla baia Nerpič'ja (губа Нерпичья) a nord e alla baia della Jokanga (губа Йоканга) a sud. Dista dal continente, nel punto più vicino, circa 195 m.
Zelënyj è un'isola con una forma a ferro di cavallo irregolare, ma più squadrata, con un'insenatura di 350 m che si apre al centro verso sud; è lunga 680 m e larga 650 m nella parte centrale. La sua altezza massima è di 8,9 m s.l.m.
L'isola è costituita da basse colline coperte di vegetazione (da qui il nome Zelënyj, in italiano "verde"), vi sono dei piccoli laghi e non vi sono insediamenti umani, tranne per un'isba nei pressi dell'insenatura centrale, utilizzata dai pescatori.

### Isole adiacenti
Oltre ad alcuni isolotti e scogli senza nome tra la baia Pachta (губа Пахта) e la baia della Jokanga, attorno a Zelënyj si trovano:
- Isola Vtoroj Osušnoj (остров Второй Осушной), la più meridionale del gruppo delle Jokangskie, si trova all'ingresso della baia della Jokanga e dista 640 m da Zelënyj. (68°01′45″N 39°36′57″E)
- Isola Pervyj Osušnoj (остров Первый Осушной), 1,1 km a nord di Zelënyj, si trova all'imboccatura della piccola baia Nerpič'ja; è la più orientale del gruppo. (68°03′05.8″N 39°38′51.35″E)
- Isola Medvežij (остров Медвежий), seconda per grandezza nel gruppo delle Jokangskie, si trova 1,2 km a nord di Zelënyj e 200 m a ovest di Vtoroj Osušnoj, dalla quale è separata dallo stretto omonimo (пролив Медвежий). (68°03′34.5″N 39°37′05″E)

## Storia
L'isola è stata scoperta e mappata per la prima volta nel 1779 (non le fu assegnato un nome) dal contrammiraglio Stepan Petrovič Chmetevskij durante la spedizione sulla fregata Evstafij.
Nel 1822 le fu dato il nome Ust'-Jokangskij dalla spedizione scientifica guidata da Fëdor Petrovič Litke sul brigantino Novaja Zemlja. undici anni dopo, nel 1833, fu ribattezzata Zelënyj per via del suo aspetto.